# 施皮爾曼山
47°5′34″N 12°47′44″E / 47.09278°N 12.79556°E

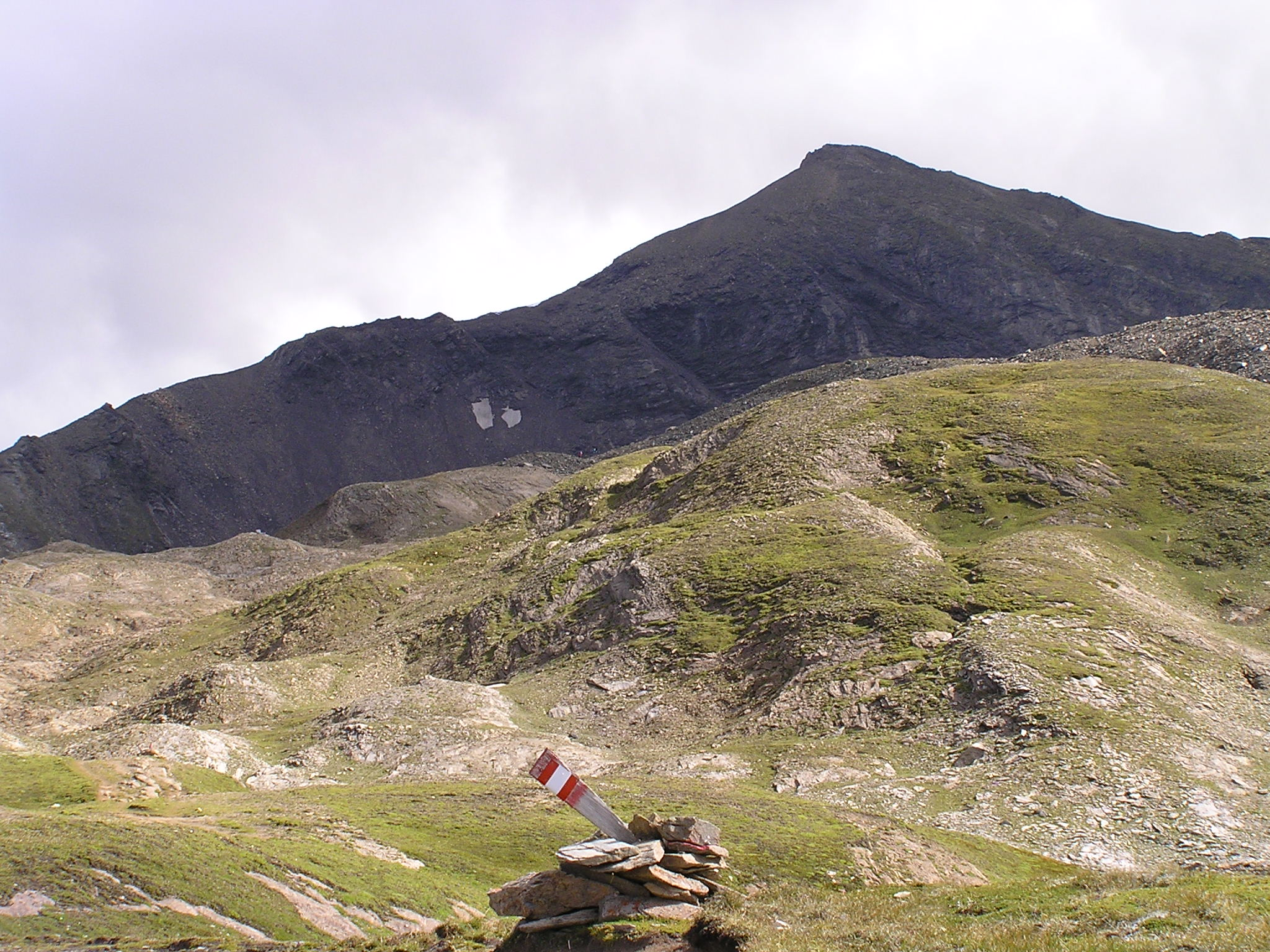

施皮爾曼山（德語：Spielmann），是奧地利的山峰，位於該國中部，處於克恩頓州和薩爾茨堡州接壤的邊界，屬於格洛克納山脈的一部分，距離拉舍林山1.2公里，海拔高度3,027米，每年平均降雨量2,073毫米。